# Tonel (Einheit)
Der Tonel, auch Tonnel oder Tonell und Tonelada/Tonnelada (portug.), war die brasilianische Weintonne und ein Volumenmaß für Flüssigkeiten, besonders für Wein, Essig und Branntwein. Das Maß war ein sogenanntes Großhandelsmaß. 
- Valencia: 1 Tonel = 100 Cantaros = 139,449 Liter
- Kaiserreich Brasilien (Rio de Janeiro): 1 Tonel = 624 Canados = 870 Liter (nach[1] beträgt der Wert 870,412 Liter)

Die Maßkette war
- 1 Pipa = ½ Tonel/Tonnelada (portug.) = 52 Cantaros = 312 Canhados = 1248 Quartilhos = 21.940 Pariser Kubikzoll = 435 Liter